# Vila v Rokli
Vila v Rokli (Žaket, 1994) je soubor  tří povídek s psychologickými rysy. Jeho autorem je český spisovatel  Zdeněk Hanka. První povídka „Vila v Rokli“ zobrazuje chorobné působení strachu na myšlení člověka. Lidská mysl z pohledu vlastního svědomí je analyzována ve druhé povídce „Bylo, nebylo“. Třetí  „Sicilská obrana“ mapuje myšlenku a dosah manipulace s myšlením jiných lidí. Všechny tři povídky okrajově souvisí s lékařským prostředím.

## Děj

### Vila v Rokli
Petr Mach je úspěšný veterinář, který vede společně s technikem Sieglem svou ordinaci. Se svou ženou Lídou vedou obyčejný život v obyčejném malém bytě. Proto se touží přestěhovat do většího domu.
V městské části zvané Rokle se nachází pět vil, z nichž jen dvě jsou obývané. Místo dýchá tajemnou, až strašidelnou atmosférou. Paní Kopřivová, obyvatelka jedné z vil, má své osobní důvody, proč se z vily odstěhovat. Proto není náhodou, že se domluví s Lídou Machovou na výměně místa bydliště bez nároku na finanční vyrovnání.
Lída s Petrem se do vily přestěhují. Na zpustlé zahradě, která vilu obklopuje, se začínají dít záhadné věci, které nahlodají jejich myšlení a vyvolávají v nich strach, který je pohání až k myšlence odchodu z Rokle. Popud k tomu, aby manželé Machovi vše překonali, dá sousedka Polterová, která zčásti objasní těžký život paní Kopřivové, jíž na zahradě u vily tragicky zahynul syn.

### Bylo, nebylo...
Doktor Vilém Bach, vědecký pracovník, dokončuje svůj výzkum z oblasti interního lékařství pomocí testování na myších. Připravuje si tak svůj příspěvek na mezinárodní konferenci v Budapešti. Konference je však nečekaně přeložena na dřívější termín a Vilém si uvědomí, že výzkum nedokončí. Nejdříve se spokojí s myšlenkou vystoupení na jiné konferenci. Vzápětí se však v něm začne rodit myšlenka, že si výsledky výzkumu vymyslí a testování dokončí později. Tento nápad podporuje i jeho spolupracovnice Maruška, protože si přeje, aby se Vilém konference mohl zúčastnit.
Vilém zaslepen svým uměním improvizace neskončí u jedné konference, ale účastní se mnoha dalších, kde vystupuje s neověřenými výsledky ve stylu „bylo, nebylo“. Zpočátku bojuje se svým svědomím, později cíleně vyhledává situace, kde může obelhávat skupinu odborníků, publikuje odborné články, a tak těží slávu ze svých lží.
Při jednom večírku se bezprostředně ke svým činům přizná. Docent Zich, Vilémův nadřízený, najde originální způsob, jak přimět Viléma k tomu, aby se ke svým činům doznal i oficiálně.

### Sicilská obrana
Inženýr Karel Šalda objeví na svých nohou záhadnou vyrážku neznámého původu. Jeho žena Marie podle knihy Domácí lékař vyhledává identifikaci a možné příčiny této kožní choroby. Zmanipuluje myšlení svého manžela do takové míry, že se Karel cítí těžce nemocný. Neví, kde hledat odbornou pomoc, a tak přes známého lékaře sekretářky Mirky, gynekologa Truhláře, získá doporučení k internímu vyšetření a sám si vyžádá hospitalizaci. V nemocnici stále studuje Domácího lékaře a odmítá uvěřit, že je zcela zdravý. Personál nemocnice si knihu nepozorovaně půjčí. Karel Šalda tuto záležitost v důsledku následných událostí považuje za krádež.
Na ředitelství nemocnice je doručen anonymní dopis, který obviňuje doktora Hergeta ze zanedbání péče a zcizení soukromého majetku. Nejdříve je podezřelý Karel Šalda, ale později vyjde najevo, že autorkou onoho dopisu je Karlova žena Marie. To Karla Šaldu přinutí k uvažování o pravé podstatě věci. Zjistí, že nemocného z něj dělala celou dobu jeho žena. Proto se rozhodne ve stylu šachového tahu zvaného sicilská obrana zahájit své vítězné tažení nad Marií.

## Recenze
- http://www.databazeknih.cz/recenze-knihy/rokle-lidske-duse-6401